# Francisco Acuña de Figueroa

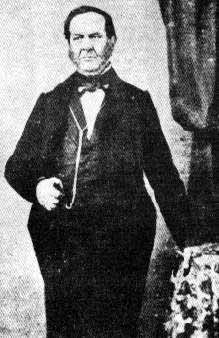
Francisco Acuña de Figueroa.

Francisco Acuña de Figueroa, född den 3 september 1791 i Montevideo, död den 6 oktober 1862, var en uruguayansk skald.
de Figueroa utmärkte sig tidigt för latinsk poesi, som dock ej publicerades förrän [1811, då Montevideo fick sitt första tryckeri. de Figueroa, vars namn är ett av de främsta inom den latinamerikanska litteraturen, flyttade 1814 till Rio de Janeiro, men återvände 1818 till Montevideo, där han blev chef för nationalbiblioteket och museet. 
Hans första betydande arbete är ett historiskt epos på olika versslag över händelserna i Montevideo 1812–1814, skrivet dag efter dag under belägringen, fullt av dramatiskt spännande scener. Vidare att anteckna är en diktsamling med titeln Mosaico poetico (1857).